# Czas Samary
| MSK-1 | Czas Królewca (UTC+2:00)          |
| MSK   | Czas moskiewski (UTC+3:00)        |
| MSK+1 | Czas Samary (UTC+4:00)            |
| MSK+2 | Czas Jekaterynburga (UTC+5:00)    |
| MSK+3 | Czas Omska (UTC+6:00)             |
| MSK+4 | Czas Krasnojarska (UTC+7:00)      |
| MSK+5 | Czas Irkucka (UTC+8:00)           |
| MSK+6 | Czas Jakucka (UTC+9:00)           |
| MSK+7 | Czas Władywostoku (UTC+10:00)     |
| MSK+8 | Czas Sriedniekołymska (UTC+11:00) |
| MSK+9 | Czas kamczacki (UTC+12:00)        |

Czas Samary (ang. Samara Time, SAMT, ros. самарское время) – strefa czasowa, odpowiadająca czasowi słonecznemu południka 60°E, który różni się o 4 godziny od uniwersalnego czasu koordynowanego i 1 godzinę od czasu moskiewskiego (UTC+4:00).
Strefa obowiązuje w obwodzie samarskim i Republice Udmurckiej w Rosji. Głównym miastem leżącym w strefie jest Samara.
W latach 2010–2014 strefa nie istniała, jej obszar włączony był do strefy czasu moskiewskiego. Została przywrócona dekretem prezydenta Rosji z 22 lipca 2014, który wszedł w życie od 26 października 2014.